# Голубівка
Голубі́вка (до 1944 року — Голубівський Рудник; у 1962–2016 роках — Кіровськ) — місто в Україні, у  Кадіївській міській громаді Алчевського району Луганської області.
Кіровській міській раді підпорядковані 2 смт (Донецький і Криничанське).
З 2014 року під окупацією російською терористичною організацією «Луганська народна республіка».
Відповідно до Розпорядження Кабінету Міністрів України від 12 червня 2020 року № 717-р «Про визначення адміністративних центрів та затвердження територій територіальних громад Луганської області» увійшло до складу Кадіївської міської громади.

## Географія
Голубівка розташована на річці Лугані, поблизу залізничної станції Голубівка. Сусідні населені пункти: міста Сокологірськ (примикає) на південному заході (вище за течією Лугані) і Ірміно на південному південно-заході, Кадіївка на півдні, селища Криничне на південному сході, Тавричанське, села Весняне, Бердянка на сході; селище Сентянівка і село Дачне на північному сході, місто Золоте на північному заході, селище Голубівське і село Березівське на півночі (всі чотири нижче за течією Лугані).

## Історія
Засновано у 1764 році (як село Голубівка) полковником російської армії та емігрантом з Сербії (на той час турецького володіння) Петром Голубом, перше населення склали привезені Голубом з Росії кріпаки. У 1830-х роках місцеві селяни відкрили розміщені майже на поверхні землі поклади кам'яного вугілля і почали їхній видобуток у примітивних шахтах — «копанках» (тодішній поміщик — нащадок П.Голуба не виявив зацікавленості до нового джерела доходів). Першим ринком збуту голубівського вугілля стали солеварні Бахмута. З 1890-х років (на тлі швидкого зростання важкої промисловості України та розбудови залізничного транспорту) до Голубівки приходять іноземні (переважно французькі та бельгійські) інвестиції, завдяки яким створюються великі шахти з тисячами робітників та новітнім обладнанням (хоча становище шахтарів залишалося дуже важким). Робітники, приваблені відносно високими заробітками, приїздили з багатьох губерній Російської імперії (власне російських, українських, білоруських). Поруч із селом Голубівка (що існує досі й не є частиною міста Голубівка) виникло нове робітниче селище, назване Рудник Голубівський.
Під час громадянської війни 1918-1920-х років у Руднику Голубівському багаторазово змінювалася влада, а економіка селища занепала (хоча повністю видобуток вугілля не припинявся). 1942 року селище окуповане німецькою армією, визволене 3 вересня 1943 року. У 1944-1949-х роках знищені під час Другої світової війни шахти відбудовано.
1944 року утворений Голубівський район Кадіївки; 1962 року перетворено на місто обласного підпорядкування та перейменовано на Кіровськ (хоча С. М. Кіров не відіграв якоїсь помітної ролі в історії міста). 1989 року шахтарі Голубівки (тоді Кіровська) брали активну участь у страйках, що охопили Донбас.
Повноваження місцевого самоуправління покладені на міську раду та міського голову. З 1990 року міськими головами Голубівки обиралися: О. І. Матвієнко (1990—1994 та 1998—2002), В. І. Костомаров (1994—1998) та В. В. Патюта (2002—2006 та з 2006).
12.05.2016 року ВРУ постановила повернути місту історичну назву Голубівка. Постанова набирає чинності з дня, наступного за днем її опублікування.

### Війна на сході України
Попри «режим припинення вогню», українських військових обстрілюють з 14 вересня 2014 під Кіровськом важкою артилерією; ведеться прицільний обстріл — міномети та гаубиці, з 1-ї години ночі до 6-ї. Українські військові у відповідь не стріляють. Станом на 21 вересня у військових 4 доби немає води, перебитий водогін у таборі.
Станом на 25 вересня 2014 року місто знаходиться під контролем бойовиків та російських військових.
У квітні 2016 року ГУ розвідки МО України виявило мобільні комплекси «Свет-КУ» на озброєнні російських бойовиків у цьому місті та суміжних населених пунктах — Сміле та Первомайськ.

## Склад населення
42,3 тис. осіб у 1959 р., 40 тис. осіб — у 1979 р., 41,3 тис. осіб — у 1989 р.
Населення: 44,9 тис. осіб, із них 20,4 тис. чоловіків і 24,5 тис. жінок (за переписом 2001 року, населення склало 43,8 тис. осіб). Найпоширеніша конфесія — православ'я (парафія організована навколо церкви святого Миколи), є також громади баптистів та Свідків Єгови.
Етнічний склад населення міста на 2001 рік був представлений наступним чином:
- українці — 56,9 %;
- росіяни — 40,7 %;
- білоруси — 1 %
- інші національності — 1,4 %[8].

### Мова
За даними перепису 2001 року 14,94 % населення міста вказали українську мову рідною, 84,57 % — російську, 0,49 % — інші мови.

## Економіка
Економічне становище міста є важким, оскільки більшість шахт, що були впродовж століття основним місцем роботи та джерелом доходів мешканців, закриті — з більш ніж десятка залишилися лише дві — ім. Кірова та «Голубівська», але й вони є нерентабельними та перебувають під загрозою закриття.
З не пов'язаних з видобутком вугілля великих підприємств лише металообробний завод «Центрокуз» стабільно працює, решта (завод металопорошків, швейна фабрика) багаторазово скоротили обсяги виробництва у порівнянні з 1980-ми роками. Існують малі та середні підприємства (переважно торговельні), які так само не здатні забезпечити зайнятість більшої частини населення. З 25,5 тисяч працездатних голубівців за станом на 2001 рік лише 3093 особи були зайняті в промисловості, а 2054 — в бюджетній сфері.

## Освіта
Кіровський транспортний технікум, професійно-технічне училище, 8 шкіл (із них одна гімназія з українською мовою викладання, решта шкіл є частково чи повністю російськомовними).

## Культура
Працюють міська та дитяча бібліотеки, міське радіо (мовить кілька десятків хвилин на тиждень), виходить щотижнева газета «Рабочее слово».

## Відомі уродженці
- Батаршин Гільфан Абубекерович (1914—1947) — прикордонник, Герой Радянського Союзу.
- Корота Євген Миколайович (1969—2015) — сержант Збройних сил України, учасник російсько-української війни.
- Науменко Олег Сергійович (* 1986) — український фехтувальник, паралімпійський призер.
- Чугаєнко Юрій Олексійович (* 1942) — український дипломат. Професор. Доктор історичних наук.